# Aphalara nubifera
Aphalara nubifera är en insektsart som först beskrevs av Patch 1912.  Aphalara nubifera ingår i släktet Aphalara och familjen rundbladloppor. Inga underarter finns listade i Catalogue of Life.